# Université technologique d'Auckland
L'Université technologique d'Auckland soit en anglais Auckland University of Technology ou en maori Te Wānanga Aronui o Tāmaki Makau Rau est une université en Nouvelle-Zélande dans la ville de Auckland. Historiquement une université technique à sa fondation en 1895, elle est renommée Auckland Institute of Technology (AIT) en 1989 jusqu'à son changement de statut en université le 1er janvier 2000.
C'est la troisième plus grande université en Nouvelle-Zélande en termes d'étudiants avec plus de 29 000 étudiants inscrits sur ces trois campus,.